# Hornberg
Hornberg est une ville de Bade-Wurtemberg (Allemagne), située dans l'arrondissement de l'Ortenau, dans le district de Fribourg-en-Brisgau.
C'était, anciennement, une gare importante de la Ligne de la Forêt-Noire, qui la traverse en viaduc.

## Personnalités
- le criminel de guerre nazi Friedrich Jeckeln (1895-1946) est né à Hornberg.